# Tkemali
Tkemali (Georgisch: ტყემალი, vertaald als kerspruim) is een traditionele Georgische saus van kerspruimen. De saus is een condiment bij veel Georgische gerechten en is onmisbaar op de Georgische eettafel.

## Achtergrond

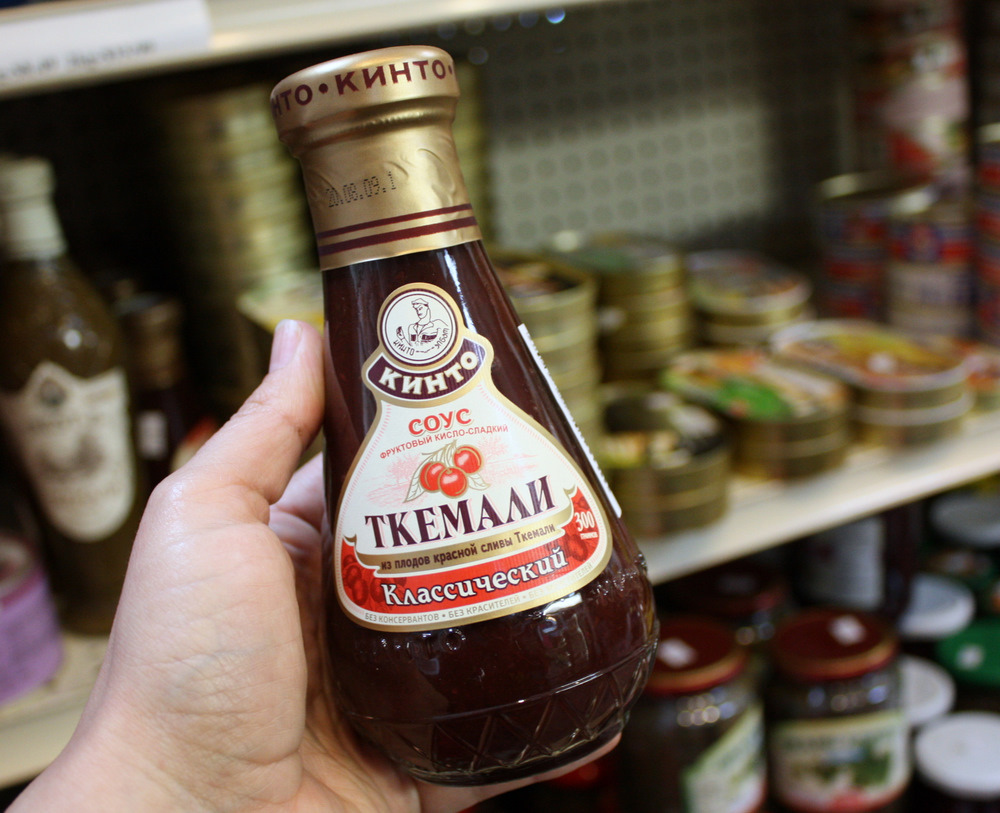
De tkemali wordt ook voor de exportmarkt gemaakt.

De kerspruim (tkemali) is een inheemse Transkaukasische boom die in Georgië voornamelijk rond de 1600-1800 meter boven zeeniveau groeit. Ruim 20% van de boomgaarden in het land bestaat uit kerspruimen. De tkemali-saus werd oorspronkelijk honderden jaren geleden gemaakt door de bewoners van de bergachtige west-Georgische streken. Zij maakten de saus om hun zomeroogst van pruimen te kunnen bewaren. Later werd de saus een hoofdbestanddeel van de Georgische keuken. Het is sindsdien een van de meest populaire en geliefde sauzen van Georgië en wordt in het hele land gemaakt.
De bereidingswijze en het recept werd van generatie op generatie doorgegeven in woord en schrift. In 1874 verscheen het eerste gepubliceerde recept in het kookboek "Georgische keuken en praktische gids voor het gezinshuishouden". Sinds 29 september 2022 is tkemali een Georgische beschermde geografische aanduiding. De tkemali wordt door sommigen als het meest Georgische in de nationale keuken gezien: niemand anders maakt dit. De saus wordt niet alleen veel zelfgemaakt, maar wordt ook door verschillende Georgische bedrijven fabrieksmatig gemaakt voor de verkoop in supermarkten en de export.

## Ingrediënten
Tkemali wordt gemaakt van de kerspruim die geel, rood of paars van kleur kan zijn. Afhankelijk van de gebruikte kerspruim kan de tkemali een groene, donkerrode, bruinige of gele kleur hebben. Overige hoofdingrediënten zijn knoflook, ui, koriander, venkel, dille, polei, peper en zout. Polei is een belangrijk ingrediënt omdat dit de saus het kenmerkende aroma geeft. In plaats van kerspruim mag ook de aloetsja (een inheems Kaukasische pruim van de Prunus vachuschtii) of kroosjespruim (Prunus insititia) worden gebruikt voor een minder scherpe smaak.
Andere vruchten mogen ook worden toegevoegd, zolang de hoeveelheid hiervan niet meer dan 15% van het totaal is. Soms wordt chilipeper toegevoegd voor een extra pikante smaak. De saus heeft een dikke consistentie en is mild zuur. Om de zuurheid te verlagen worden soms zoetere pruimsoorten toegevoegd. De saus is door de vitaminerijke pruimen gezond.
Het tijdstip van oogsten van de pruimen heeft invloed op de smaak en de kleur van de tkemali. In het late voorjaar zijn de vruchten groen en extreem zuur. In deze fase worden de pruimen gebruikt voor de groene en zuurdere tkemali. Naarmate het rijpingsproces richting de zomer vordert krijgen ze een meer roodpaarse kleur en worden de pruimen tot rode tkemali verwerkt die minder scherp en zuur is.

## Gebruik
Tkemali wordt gebruikt bij gebakken of gegrilde vlees-, gevogelte-, vis- en aardappelgerechten en is onmisbaar op de Georgische eettafel.